# Стокгольмська концертна зала
Стокгольмська концертна зала (швед. Stockholm Konserthuset) — головна концертна зала столиці Швеції, в якій святкуються найурочистіші події країни.

## Загальна інформація
Будівлю зали спроєктував архітектор Івар Тенґбом 1924 року, а будівництво було завершене 1926. У ній розміщується Стокгольмський королівський філармонійний оркестр. Щорічно в залі відбуваються церемонії нагородження Нобелівськими преміями та міжнародною музичною премією Polar Music Prize, для спостереження за якими встановлені 1776 місць. Інтер'єр концертного холу включає роботи Евальда Даглскоґа, а стіни та стелю малого залу (швед. Grünewald Hall) прикрашають малюнки Ісаака Ґрюнвальда. Перед центральним входом до зали встановлений фонтан зі скульптурою Карла Міллеса Orfeus-brunnen.

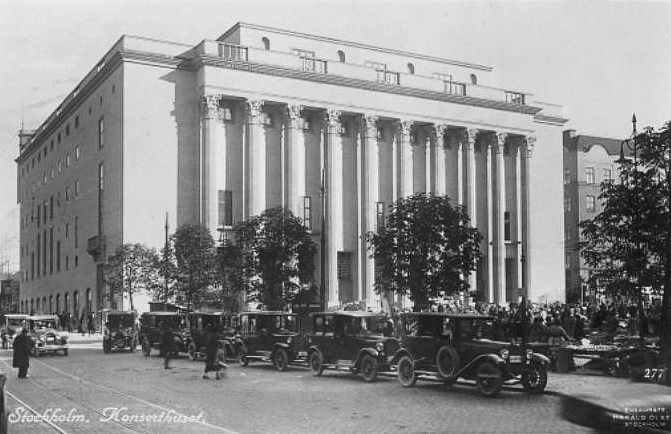
Стокгольмська концертна зала 1926 року
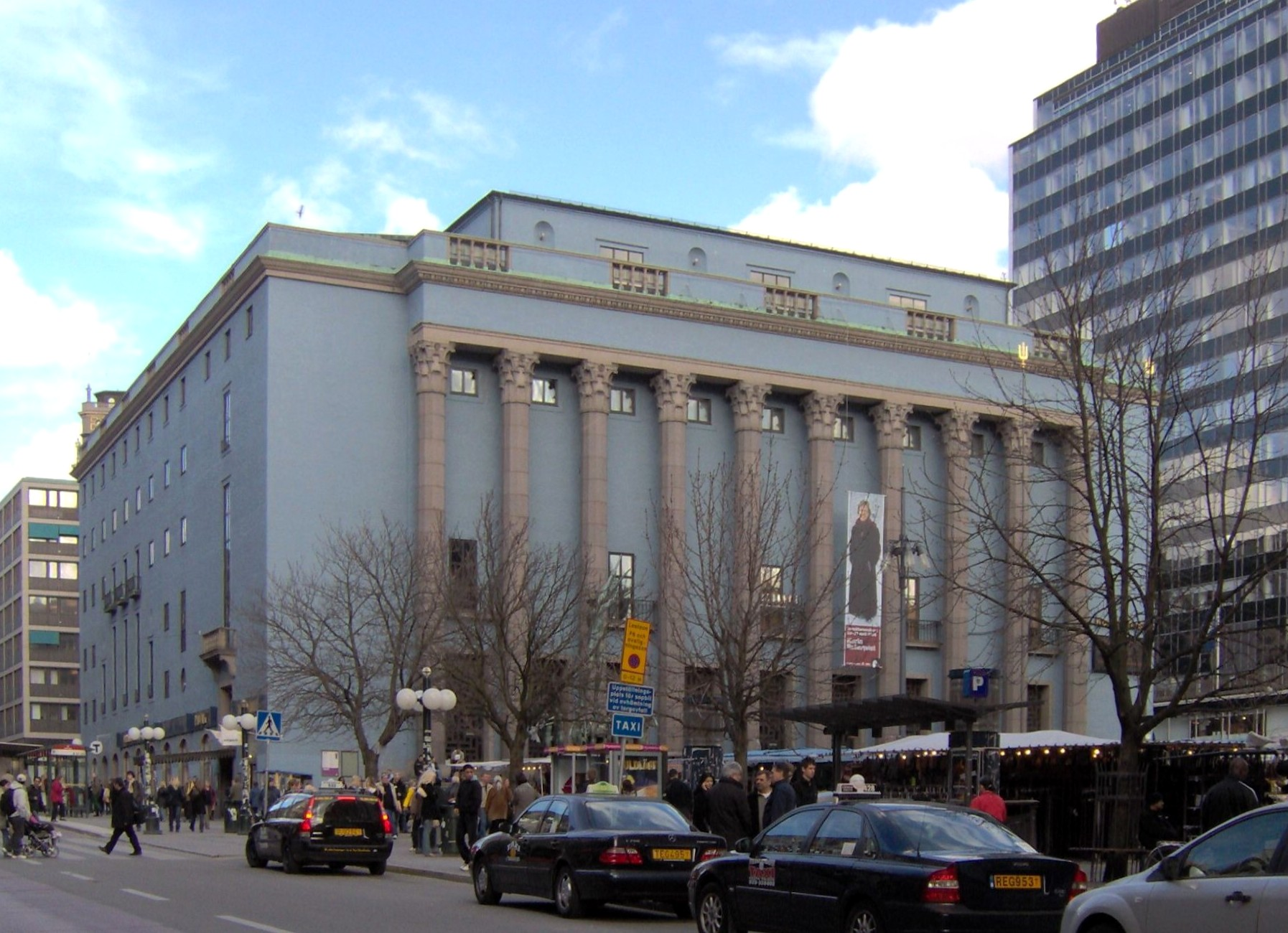
Стокгольмська концертна зала 2006 року
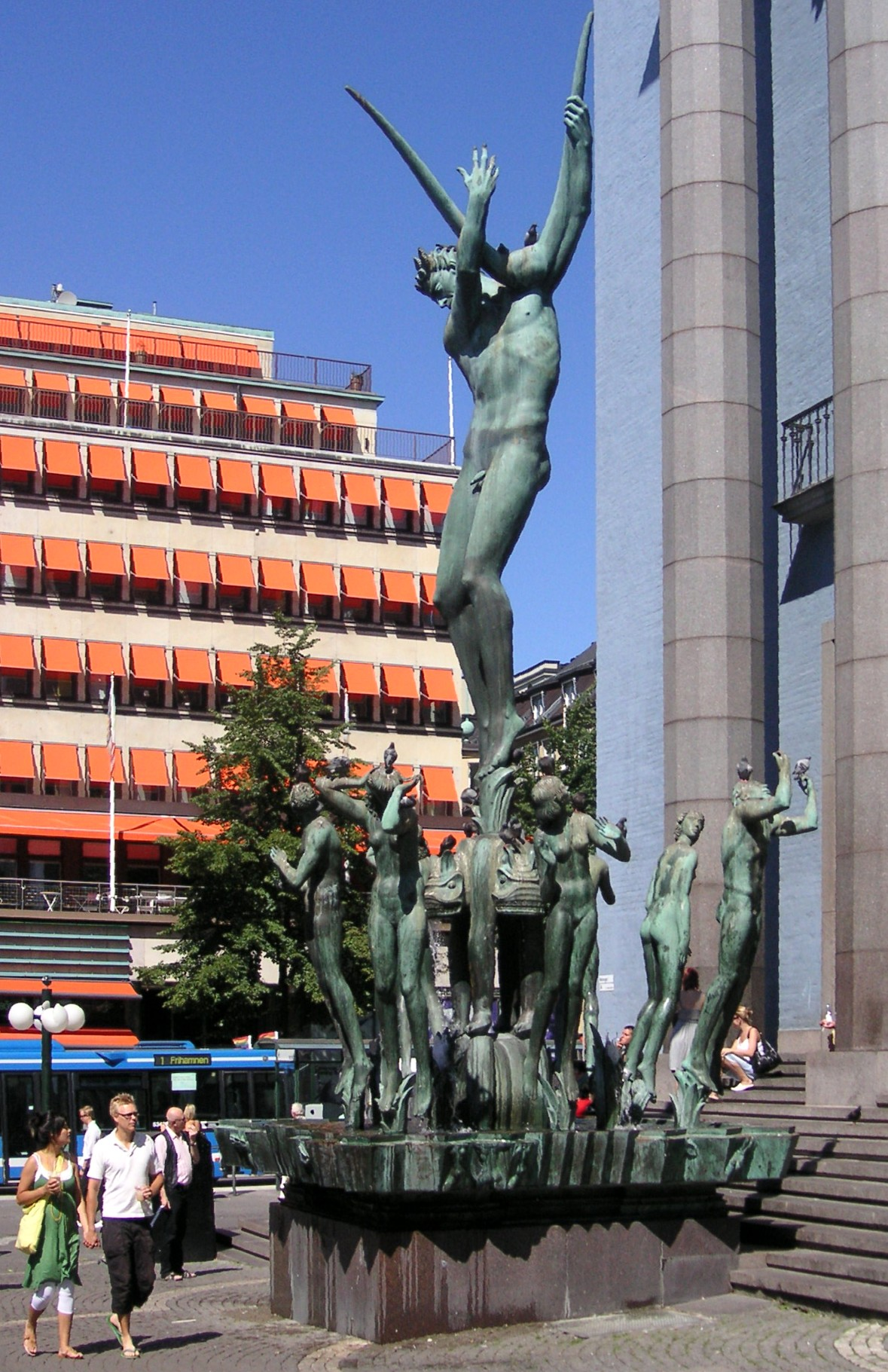
Карл Міллєс, Orfeus-brunnen